# F.COMPO
『F.COMPO』（ファミリー・コンポ、FAMILY COMPO）は、北条司による日本の漫画作品。

## 概要
『MANGAオールマン』（集英社）誌上において1996年10号から2000年23号にかけて連載。単行本はSCオールマンレーベルより全14巻。2002年2月からはBUNCH WORLDレーベルのコンビニコミックとして順次発売された。また、2011年7月よりゼノンコミックスDXより新装丁で再刊行されている。
『RASH!!』の次作で作者にとって5作目となる連載作品であり、初となる青年誌定期連載作品（不定期での連載は本作以前に『SPLASH!』がある）。また、集英社における最後の作品でもある。タイトルは、「ファミリーコンプレックス」の略語であり、『家族愛』と『コンプレックス』は作品テーマにもなっている。
家庭愛に飢えている青年、そして彼を引き取った性別逆転夫婦家庭の1997年3月19日から1999年7月27日までを描いたホームコメディであり、作者の大きなテーマとなっている「家族愛」を、異性装や性同一性障害といった幅広いトランスジェンダー要素で演出して描いた作品となっている。ただしコメディとして描かれている為、こうした演出部分には「男性同性愛者が必ず女装する」といった性同一性障害・同性愛・異性装などの本来独立している要素を混同したステレオタイプな「オカマ」としての描写が多い。なお、今日ではオカマという言葉は差別的と捉えられる事もあるが、本稿では作品に合わせ、こうした女性の様に振る舞う男性の呼称としてオカマを用いる。
古巣である『週刊少年ジャンプ』（集英社）において連載するつもりで企画された作品であったが、「同性愛等の描写が少年誌にはふさわしくない」として編集会議を通らず、表現に対する規制の緩い青年誌に場を移して連載される事となった。ただし、青年誌と言えども差別的な表現は厳しく制限されており、物語の核心である「周囲から見れば異端であっても周囲以上に暖かい交流がある」事の描写に不便を感じていた事を作者は後に語っている。
本作は、北条がコアミックスの立ち上げ及び『週刊コミックバンチ』創刊準備のために多忙となった事から物語を急速に収束させ連載が終了された。こうした背景事情は後になって明らかとなった事であるため、突如の連載終了は読者に驚きを与え、連載終了後に「中途半端」や「主人公の卒業まで続けるべき」といった意見が寄せられる事となった。

## あらすじ
父の事故死によって天涯孤独の身となった18歳の大学生柳葉 雅彦は、亡母の弟夫婦でありながら『とある事情』により絶縁状態にあった、若苗家に引き取られる事となる。その絶縁となっていた理由は、若苗家が『男女逆転夫婦』であることだった。
若苗家の夫の若苗 空は誰よりも男らしくカッコいいのだが「女性」であり、妻の若苗 紫は誰よりも女らしくて美しいのだが「男性」なのだ。そして、二人の娘である若苗 紫苑は女子高に通う16歳なのだが、本来の性別が判別不能なため、従姉妹である彼女の扱いに雅彦は悩まされる。
一家の大黒柱・空は「春風空」のペンネームで活動している人気漫画家。空のアシスタントの和子・浩美・真琴・横田たちは全員がオカマである。空のアシスタントに来た者は、毎週脱稿した後に行われる打ち上げで繰り広げられる裸踊りに耐えきれずに逃げ出すか、染まってオカマになるかの二択であるという。雅彦は異端な一家に翻弄されながらも、どんな家庭よりもあたたかい家族の日常に溶け込んでいく。

## 登場人物
名前の後ろの記号は生物学的な性別を記号で表し、その性別と反対の性として振る舞っている場合にはさらに★を付けた。また、別性としての振る舞いのない同性愛者（含：両性愛者）には☆を付けている。年齢は初登場時の物。なお、主な登場人物の中で性別適合手術を行なっているのは横田進のみで、他の人物は完全に逆の性として振る舞っていても手術は行なっていない（異性装で済ませている）。

### 若苗家
主人公の雅彦が居候している叔父夫婦の家。この若苗家の場所が東京都豊島区の雑司が谷（実在しない4丁目）に設定されており、高級住宅地に分類される。作中の背景描写としては、近くを走る都電荒川線が頻出しており、目白駅にも自転車で行ける距離とされている。
柳葉 雅彦（やなぎば まさひこ、女装時：雅美（まさみ））/ ギバ（ちゃん）♂
1978年10月21日生まれ。本作品の主人公。愛称はギバ（ちゃん）。初登場時は高校卒業直後で18歳で、4話より武蔵野産業大学に通う大学生となる。大学では映画研究会（映研）に所属する。
小学校2年生の時に母を病気で亡くし、父とふたり暮らしをしていた。しかし父は仕事で留守がちであったため、カギっ子であった。長年孤独な少年時代を過ごしており、一家団欒というものに強い憧れや執着を持っている（作中では「ファミリーコンプレックス」と表現）。高校3年生の時に父が事故に遭い他界。天涯孤独となり大学進学を諦めかけていた時に、故あって絶縁していた母の弟・紫が突然現れ、若苗家に身を寄せて生活することを提案する。
非常に真面目で誰に対しても優しいが、優柔不断な面があり周りに流されることが多い。女性の気持ちに鈍感。
映研の女優不足解消の為に女装をして映画に主演させられる。誰が見ても女性にしか見えない程に女装が似合っており、映画を鑑賞した観客を虜にした。謎の美女として校内の噂になるも、雅彦と同一人物と気づかれていない。女装している時は「雅美（まさみ）」と名乗っている。
身長168.5cm、体重48.2kgと北条作品にレギュラーで登場する男性としては小柄な部類に入る。
若苗 紫苑（わかなえ しおん）/ 塩谷（しおや）性別不明
1981年3月19日生まれ。本作品のヒロイン（?）。若苗夫妻の実子、一人っ子。雅彦の従妹である。初登場時は16歳で名門の私立女子高に通う高校生。のちに雅彦と同じ大学に入学し、同じく映研に所属する。
作中ではほぼ女性として行動しており、また女性である事を示唆する描写も多いがいずれも断定を避けており、実際の生物学的な性は不明。逆転夫婦を見て育ったために、幼少時には性別とは自分で選択する物だと思っており、小学5年生まではその時なりたい方の性を選んで行動していた。中学生の時に女性の方が得が多いと思い、高校卒業時までの6年を女性の容姿・振る舞いをして過ごした。大学入学以降は、学生生活は男、私生活は女と使い分けた生活をしている。なお、男である時も基本的には本名を名乗っているが、葉子に対してだけは塩屋という偽名を使っている（雅彦が名前を「しお」まで呼んでしまったのをごまかすため）。男の恰好をするときも、男装するのではなく「男になる」のだと述べており、実際に男そのものになりきっていて、心の中で述べる台詞までも男らしいものとなっている。
しっかり者で要領がよく、雅彦や薫をいつも手玉に取っている。しかし、酒に酔ってしまったらその間のことは覚えていないらしい（本人が雅彦にそう述べただけなので厳密には真偽不明）。雅彦とは実は小学校のときに何度か出会っていた。
中学1年生の時に空のアシスタントとしてやってきた男性に女としては初めての恋心を抱くも、彼が職場の環境にそまってゲイとなった事から男性不信となっている（この初恋の相手は浩美）。なお、男としての女性への初恋は小3時に浅葱藍に対して体験している。
若苗 空（わかなえ そら、旧姓：菊池（きくち）、本名：春香（はるか）） / 春風 空（はるかぜ そら）♀★
紫苑の父親で初登場時36歳。「春風空」のペンネームで執筆している人気漫画家で、自宅の2階に仕事場を構えている。代表作は「俺たちの紋章」で、アニメ・映画化もされている。眉目秀麗でスポーツ万能、剣道の有段者。
生物学的には女性であるが、身長もあり体格も良いため、一見しただけでは女性と悟られることはない（裸を見せる・胸を触らせる等の行動を取らない限り）。女性の衣服を身につけると逆に女装をしている男性に見えてしまう。幼いころから男性の心を持ち、思春期で女性らしく丸みを帯びてくる自分の体に違和感と嫌悪感を抱いていた性同一性障害者。本物の男よりも男らしく振る舞い、ヤクザである辰巳からも一目おかれている。自身が女性であると事実を嫌うが、毎月訪れる生理だけは抗えない。自分で生理用品ナプキンを買いに行くことも屈辱的なので、いつも紫苑がストックしているものを無断で拝借しては怒られている。なお、月経困難症である。
女として性交する事は耐えられない行動であり、紫とはセックスレスである。ただし子どもを切望する紫のため、19歳で婚姻届を提出したその日に「一度だけのチャンス」として体を開き、紫苑を妊娠・出産する。このため、紫苑は実子である。
高知県の田舎出身。在籍していた高校で教師を務める堅物の父親は、娘が自覚して選択した性別を認めることが出来ないと猛反対されて対立。どんなに話しても平行線のままで埒が明かないと判断し、高校卒業を待たずに家出をして上京。以後、妹・順子の結婚までの18年、実家とは絶縁状態にあった。
若苗 紫（わかなえ ゆかり、本名：龍彦（たつひこ））♂★
1961年2月生まれ。紫苑の母親で初登場時36歳。血縁上、雅彦の叔父（雅彦の母親の弟）にあたる。専業主婦。
空とは逆に生物学的には男性である。妖艶な美人。裸を見せない限りは男性であると気付かれることはなく、男性の格好をすると逆に女性の男装の様に見えてしまう。幼いころから女性の心を持ち、高校進学を機に女性としての生活をはじめ、姉の協力を得て女子校（紫苑と同じ学校）に通っていた。姉の結婚の際に破談となる事を恐れた両親により勘当され、また姉に近づくことも禁止され絶縁状態となる。なお、両親は既に他界している。
もとより幸せな家庭を築くという女としての幸せを望んでいたが、姉の雅彦出産後の家族写真を見た事によって子どもを切望する様になり、その思いを空が汲んだために紫苑が誕生する事となった。
運転免許は保持しているがペーパードライバーである。また、相当の運転音痴で右折が出来ない。
名前は紫色の別名「縁の色」からで、本来紫に「ゆかり」という読みは無い。「紫のゆかり」に「ある関係から情愛が他に及ぶ」という意味がある事、また紫が「ゲイの色」とされる場合がある事に由来する。

### 浅岡家
浅岡 葉子（あさおか ようこ）/ ハコ ♀
雅彦の高校の同級生で都心にある神宮芸術大学に在学し、都心で一人暮らしをしている。愛称は「ハコ」。
漫画家を目指しており、かねてよりファンであった空のアシスタントになろうとやって来た若苗家で、偶然雅彦と再会。アシスタントになるため雅彦を利用しようとしていたが、傷付いた時に触れた彼の優しさに惹かれ、やがて雅彦と付き合うこととなる。なお、これ以降不定期に空のアシスタントも行なう様になる。積極的な性格から、奥手の雅彦の態度にやきもきすることもしばしば。雅彦の女装には良い印象を抱いていない。不運が重なって、女装した雅彦が自分をさしおいて男と密着しているシーンにたびたび出くわしているため、雅彦が自分を捨てて本当にそちらの道に走ってしまっているのではないかと思い悩む。
新宿から電車で1時間半かかる奥多摩にある旅館の一人娘で、都心の芸大への進学には母親との対立も要因となっている。そして、このことがきっかけで、後に雅彦との関係に影を落とすこととなる。
葉子の母 ♀
夫の死後、女将として旅館せせらぎを切り盛りする。葉子が家業を継ぐ事を強く望んでおり、漫画家を目指す葉子との間で喧嘩が耐えない。

### 辰巳の関係者
辰巳（たつみ）♂☆
右眉に大きな切り傷のあるヤクザで青丹興行の社長。両性愛者。空の漫画のファン。
映画撮影中の女装した雅彦に出会い、一目惚れしてしまう。一度は雅彦のことを諦めるものの未練を断ち切れきれず、雅彦の心までをも完全な女性にしてしまおうと奔走する。
かつての恋人・早紀を妊娠発覚後に自分が若造である事を理由に捨てている。しかし早紀に対する愛情はその後も持ち続けており、自分が父親でない事を知りながらも「早紀の子供である薫は自分の子供である」として、地位を得た後は養育費を払い続け、会ってもいた。
母の元を離れ自分を頼って来た薫に対しては父親として接しようとするも、どうしていいのか分からずに、非常識な甘やかし方をしてしまう。
真朱 薫（まそほ かおる）♀★
初登場時には私立北城高等学校に通う17歳の高校生で紫苑の1つ年下。かつて辰巳の恋人だった早紀の娘。辰巳の子供という事になってはいるが、薫を身ごもった頃の早紀には多くの愛人がいたために実の父親は不明となっている。
生物学的には女性だが常に男の様に振る舞っている。これは男をとっかえひっかえ金づるにする母親の様になりたくないという反発心からであり、高校入学の時期に母の元を離れて辰巳を頼った頃から始めた物である（中学時代までは普通に女の子として生活していた）。飲酒・喫煙・無免許運転等粗野な言動が目立ち男っぽく振舞ってはいるものの、若苗夫婦や空のアシスタントには初見で性別を見破られており、また雅彦に彼女がいる事を知ってジェラシーを見せる等、女を捨てきれていないところがある。母子家庭で育ち、さらにその母親が家を空ける事が多かったため家族愛に飢えており、構って欲しいが為に悪さを取ってしまう。
辰巳が惚れたという雅美の噂を聞いたことから、マサヒコの名を騙り女を騙す謎の男として登場した。雅彦のアドバイスによって一転して厳しい態度を取った辰巳の元を離れ、空の提案もあって若苗家に居候する事となる。
真朱 早紀（まそほ さき）♀
かつての辰巳の恋人で、薫の母親。薫を身ごもった頃の早紀には多くの愛人がいたために薫の実父は不明となっている。ホステス等をしながら男を誘惑してはパトロンとする生活を送って来ており、詐欺師を自称し他人を騙す為の演技も上手い。
葵（あおい）♂★
辰巳の事務所の系列ゲイバー「ひみつの花園」で働くニューハーフ。辰巳に惚れているため、辰巳の策略でゲイバーで働く事となった雅彦を追い出そうとしたり、弁当を作ったりしている。

### アシスタント等
4人のアシスタント全員がオカマ。
新潟 和子（にいがた かずこ、本名：和人（かずと））♂★
チーフアシスタント。女装は仕事場だけであり、普段は普通の格好で妻子もいる両性愛者。元は柔道の有名選手であった。
幼少より柔道を始め、高校に入った頃、得意の固技の最中に自分の性的嗜好に気付き、その後密かに女装も始める。大学在籍中にオリンピック出場をかけた試合の相手が好みであったため、寝技の最中に思わずキスをしてしまい、選手生命を絶たれ、大学も退学した。この大学在籍時の女性マネージャーが密かに和人に思いを寄せており、更生させようとしてくれた事から交際が始まり、結婚に至る。その後普通の男として生活するも、徐々に苦痛となっていたところに空のアシスタントの話が舞い込み、職場での女装がある事によって家庭の崩壊を免れている。
息子の名は一馬（かずま）。
中村 浩美（なかむらひろみ、本名：光浩（みつひろ））♂★
外見上は美人なお姉さん(但し他のアシスタントといる時はオカマと呼ばれることもあり、起きた直後は髭も濃い)。アシスタントを始めた当時(1993年夏時点)は普通の男性であり、紫苑の初恋の相手であったが、アシスタントを続けるうちに、朱に交わり自身もオカマとなった(1993年12月24日)。アシスタントの他にキャバクラでホステスとしてのバイトもしている。
山崎 真琴（やまざき まこと）♂★
外見上は女性にしか見えない。眼鏡をかけており、ギャル語を使用する。
横田 進（よこたすすむ）♂★
初登場時20歳。「見るからにオカマ」という外見をしている。最初期には性別適合手術の為に休職して渡米しており、他のアシスタント達よりもやや遅れて登場する。主な登場人物の中では唯一、性別適合手術および豊胸手術を受けている。
雅彦と葉子の高校の先輩で、葉子と同じく美術部に所属していた。高校在学中は硬派で男らしい雅彦の憧れの先輩であったが、空のアシスタントになり、裸踊りの洗礼を受けて、オカマへの道を進む事となる。父親はタクシーの運転手。
森さん (もりさん) ♀
空の担当編集を務める女性。空の事務所では鬼の編集として恐れられている。

### 映画研究会関係者
江島 卓也（えじま たくや）♂
雅彦の大学の同級生、映画研究会では俳優担当。雅彦とはよく気が合うようで、雅彦の恋愛相談に乗ったり、共にバイトをしたりと行動を共にすることが多い。3年になってからはメンバーがほとんど残っていない事もあり部長となる。自称「ナンパの達人」の女好きで、やや自信過剰な面がある。
監督 (かんとく) ♂
名前は不明。雅彦の2学年上で映研作品の監督を務める。普段の呼び名も監督。いつもサンバイザーとサングラスを身につけ、「LEE」の服を着ている。事ある毎に雅彦を女装させ、それによって撮影資金を獲得しようとする。卒業出来ずに留年している。
カメさん ♂
映研のカメラマンで、監督と同学年。いつもバンダナを巻き、小型のビデオカメラを回している。監督と共にマサヒコの女装による金稼ぎを企み、また監督と同じく卒業出来ずに留年する。
藤崎 茜（ふじさき あかね）♀☆
雅彦の一学年下の後輩。レズビアンで雅美に惚れ、雅彦と雅美が同一人物だと見抜くが、雅美が本来の姿であると思い込み、普段の雅彦にも積極的に迫る。
仁科 耕平（にしな こうへい）♂☆
雅彦の同級生。女性に不自由しないながらもどんな女性と付き合ってもどこか冷めている自分を感じている中、学園祭で映画「青春ラブロード」に主演していた雅美に一目惚れをする。さらに雅美の正体が男の雅彦である事を知って以降もその恋心が消えずむしろ燃え上がっている事に悩む事となり、男に告白するわけにもいかない為に雅彦に近しい人間へのストーカー行為や、映研からのビデオの盗難などへと走る事となった。ストーカー犯として雅彦たちに捕まった後、浩美たちの紹介によってゲイバーでのアルバイト始める。その後も 雅彦への気持ちは変わらず、少しでも一緒にいる為にと映研にも入部する。
浅葱 藍（あさぎ あい）♀
武蔵野産業大学で再会した、紫苑の小学3年生の時の同級生。その美貌から入学式にだけ現れた「幻の君」の正体ではないかと噂されていた（本物の「幻の君」は女として入学式に参加した紫苑）。演劇部の所属ではあるが紫苑に近づく為に、江島の提案した演劇部と映研の提携を受け入れ映研の作品に出演する。小学生の頃は紫苑の事をタンシオ、紫苑からはネギボーズと呼び合い顔を合わす度に喧嘩をしていたが、それは恥ずかしさから来る物であり、互いに初恋の相手であった（紫苑にとっては男としての初恋の相手）。大学での再会後は男としての紫苑に告白し迫っている。

### 高知の人物
おじいちゃん ♂
姓は菊池で名は不明。空の実父で高校の教員を定年退職している。何かと怒っては怒鳴りつける事が多い。家にこだわるといったような古い田舎の頑固オヤジで、男として振る舞う空を恥と呼んで認めておらず、空が家出する直接の原因を作った。順子の結婚を盾に雅彦に養子縁組を迫る等、周りの事を考えない行動も多い。
おばあちゃん ♀
名前は不明。夫とは対照的に非常におおらかでゆったりとした人物。空の事を息子として思う等順応性が高い。
菊池 順子（きくち よりこ）♀
高知の実家で暮らす、空の妹で初登場時29歳。順子が11歳の時に空が家出をして以来、18年間交流がなかったが、自身の結納には姉にも立ち会ってもらいと考え、説得の為に若苗家を訪れる。
空の家出後、姉の代わりにと兄として接してくれる憲司を順子も兄の様に慕っていたが、憲司の結婚を聞いて恋心である事に気付く。憲司の妻が亡くなった後も2人の関係は変わる事はなく、憲司への思いを断ち切る為に見合いでの結婚を進める。その後、空の活躍（?）によって見合いは破談、互いの気持ちを打ち明け憲司と結婚する事となる。
最終話(1999年7月27日)にて憲治との間に女児が誕生。
奥村 憲治（おくむら けんじ）♂
空の高校までの同級生であり、親友。そのため空の事を本名から「ハル」と呼ぶ。現在は家業を継いで酒屋を営む。空の家出後、妹のように順子を可愛がり、そのうちに恋心も抱くが、現状の関係を壊す事を恐れ、何かと自分に理由付けしては兄と妹の関係を維持して来た。しかし、空や章子のおかげで自分の気持ちに正面から向き合い、ついに気持ちを打ち明け順子と結婚する事となる。
奥村 章子（おくむら しょうこ）♀
小学生で憲治と亡くなった前妻との間の娘。父と順子の気持ちに気付き、順子の結婚が迫っても行動しようとしない父を叱りつける。

## サブタイトル一覧
本作では第1話、第2話…ではなく、1st.day、2nd.day…と表記される。
1. 「家族」初体験
2. 裸天（ラテン）な夜に
3. 温かいご飯
4. 入学式の条件
5. キャッチボールの思い出
6. 遠くで見ていた初恋
7. 一肌 脱ぎます。
8. 母の思いで
9. 家族旅行!!
10. おしかけアシスタント
11. 憧れの人
12. 紫苑、援助交際!?
13. スクリーンに映るもの
14. 思い出の同窓会
15. 女優誕生!?
16. 女装テスト
17. 追い討ち
18. 意外な協力者
19. 辰巳、純愛す…!?
20. 18年ぶりの妹
21. 父と娘!
22. 順子の結納
23. 回り道
24. 親父 倒れる!?
25. どっちが幽霊!?
26. 二人の観客
27. 雅彦を奪還せよ!
28. 19歳の誕生日
29. 女装コンテスト
30. 死のドライブ
31. 婦人科はお好き!?
32. それぞれのイブ
33. 紫苑の初恋
34. 葉子の求愛!!
35. 母の墓参り
36. 雅彦の独立作戦
37. 危ないバイト
38. 葵の純情
39. ファミリー・若苗
40. 憧れのウェディングドレス
41. コレズ・茜
42. 秘密の上京
43. 養子に行きます
44. 結婚式の秘策
45. 鍾乳洞は危険な香り
46. 悪夢の露天風呂
47. 二人のマサヒコ
48. マサヒコの正体
49. 父と子
50. 若苗家の新居候
51. 薫の策略

1. 男へのステップ
2. 偽装家族
3. 働くパパ
4. 葉子のロストバージン作戦
5. 葉子の変身
6. 二人のバースデー
7. メールラバー
8. ライバルに投げ勝て
9. 辰巳の願い
10. 辰巳の告白
11. 母のイメージ
12. 早紀の誘惑
13. 薫の告白
14. 親子の値段
15. 紫苑の第一志望
16. 二人の取材旅行
17. 雅美の値段
18. 恐怖のストーカー
19. 紫苑誕生
20. 身代わりデート
21. それぞのれXマス
22. すれ違いのイヴ
23. 似た者同士
24. 紫苑の入試
25. 紫苑の卒業旅行
26. 紫苑と雅彦 一夜を共に!!
27. 旅は道連れ…!!
28. 雅彦 孤軍奮闘!!
29. 成人式はミステリアス
30. 男か女か?
31. クラブ入部攻防戦
32. 足は口ほどのモノを言う
33. 薫の進路
34. 失楽園
35. 親心
36. 親離れ子離れ
37. 近くて遠い東京
38. 母と娘
39. 衝突
40. 一日だけの女将
41. 恐怖の新歓コンパ
42. 再会
43. 浅葱来訪
44. 浅葱陽動作戦
45. どっちがいいの!?
46. 一日だけの恋人
47. 雅彦のシナリオ
48. 流れを変える
49. 浅葱の反撃
50. 奥多摩の別れ
51. 家族

## 書誌情報
- SCオールマン

1. 1997年4月23日発行 ISBN 4-08-878076-0
2. 1997年9月24日発行 ISBN 4-08-878077-9
3. 1998年1月24日発行 ISBN 4-08-878201-1
4. 1998年4月22日発行 ISBN 4-08-878211-9
5. 1998年7月20日発行 ISBN 4-08-878222-4
6. 1998年10月24日発行 ISBN 4-08-878235-6
7. 1999年1月24日発行 ISBN 4-08-878248-8

1. 1999年4月24日発行 ISBN 4-08-878254-2
2. 1999年8月24日発行 ISBN 4-08-878266-6
3. 1999年11月24日発行 ISBN 4-08-878274-7
4. 2000年2月23日発行 ISBN 4-08-878284-4
5. 2000年5月24日発行 ISBN 4-08-878294-1
6. 2000年8月23日発行 ISBN 4-08-878303-4
7. 2001年1月24日発行 ISBN 4-08-878321-2

- ゼノンコミックスDX

1. 2011年8月20日発行 ISBN 978-4-19-980027-6
2. 2011年9月20日発行 ISBN 978-4-19-980032-0
3. 2011年10月20日発行 ISBN 978-4-19-980039-9
4. 2011年11月20日発行 ISBN 978-4-19-980045-0